# نخلة سبخية
نخلة سبخية (الاسم العلمي: Phoenix paludosa) هي نوع من النباتات يتبع جنس النخلة من الفصيلة الفوفلية.